# Andreas Eppink
Andreas Eppink es un emprendedor, investigador independiente o aplicabilidad práctica de las leyes en la recopilación de datos.

## Vida y educación

### Técnicas de entrevista y comunicación intercultural
Eppink realizó entrevistas sobre puntos precarios para la Fundación Rutgers (NISSO). Participó como entrevistador y coordinador para los Países Bajos en un proyecto de investigación internacional de EEG implementado por la universidad de Colonia (Alemania).
Dio entrenamiento en técnicas de entrevista profesional en la Sociale Academie (ahora Liceo of Rotterdam). El libro de Eppink titulado Cultuurverschillen en Communicatie ("Diferencias culturales y comunicación") se basó en observaciones participativas realizadas por un equipo cultural mixto de profesionales con la pregunta: "¿Cómo se comunican entre sí los profesionales y los clientes con diferentes antecedentes culturales, con éxito y sin éxito?" Las observaciones se usaron en cursos grabados en video como modelos para juegos de rol. El libro se convirtió en un éxito de ventas en los Países Bajos y Bélgica.
En su calidad de experto permanente en la sala de justicia, Eppink escribió varios artículos sobre problemas de diagnóstico debido a la comunicación y las diferencias culturales (algunos artículos fueron reimpresos en Academia.edu).).
En cuanto a sus diferentes definiciones de cultura, la siguiente definición es una de las más citadas en Malasia e Indonesia: La cultura abarca la comprensión de los valores sociales de la sociedad, los estándares y el conocimiento general de las estructuras sociales, las expresiones religiosas, etc., incluidas todas las expresiones intelectuales y artísticas que caracterizan a una sociedad..

### Fundador y propietario de Eppink Adviesgroep Hilversum 1983-1998
Asesoramiento organizacional, investigación psicológica, diagnóstico y psicoterapia), Asesoramiento de Radiodifusión. La consultora constaba de tres divisiones:
1. Diagnóstico psicológico discapacidad laboral, agotamiento, pericia judicial.
2. Gestión y consultoría organizativa, formación corporativa, coaching profesional, formación de equipos; Reclutamiento, evaluación y reubicación para personas de la industria y el gobierno.
3. Asesoría a emisoras y medios neerlandeses.

La compañía estableció algunas colaboraciones fructíferas a largo plazo con algunas instituciones, incluidas las empresas de radiodifusión holandesas en Hilversum, la policía de Ámsterdam, los ministerios holandeses de defensa y justicia, el municipio de Maastricht y el Centro de Investigación para la Salud Mental (NcGv). As to social and media training: Vrije University of Amsterdam, Compañías de TI (Bull, Volmac, Ordina y Cap-Gemini), y colaboración a corto plazo con muchas pequeñas y medianas empresas.

Un proyecto de planificación estratégica de la región de la Axarquía en España llevó finalmente al establecimiento permanente de Eppink en Andalucía.

Eppink dirigió a gerentes y directores ejecutivos exitosos sobre cómo reorganizar su vida y sus negocios y cómo mejorar las oportunidades de continuidad de sus relaciones y organizaciones o alianzas. En 1993, desarrolló el programa de autoanálisis y desarrollo personal denominado ¿Quién soy en realidad?

### Actividades en el campo de la migración
En una entrevista en Folia Civitatis, Eppink advirtió en 1977 (11 de septiembre) sobre el difícil proceso de integración de los residentes no occidentales en los países europeos. Eppink fue fundador de Ibn Rushd, Fundación Averroés para la Investigación Intercultural, que eventualmente se fusionó en el Instituto Verweij-Jonker. Dirigió las investigaciones de acción de la fundación patrocinadas por la Fundación de Sellos de Correos para y por Niños, así como por el Gobierno y la ciudad de Ámsterdam.
Eppink encabezó la delegación holandesa en las Naciones Unidas en calidad de experto en el campo de la migración y los problemas psicosociales asociados. Sus sugerencias han sido adoptadas por los diferentes países receptores, pero nunca se han implementado. Eppink contribuyó a la acción concertada en varios comités directivos de Ginebra (ONU), Estrasburgo (Consejo de Europa) y Bruselas (CEE).
Eppink escribió varios libros y más de 40 artículos sobre este tema (algunos artículos fueron reimpresos en Academia.edu).